# Бюрен (Золотурн)
Бюрен (нем. Büren SO) — коммуна в Швейцарии, в кантоне Золотурн. 
Входит в состав округа Дорнек. Население составляет 948 человек (на 31 декабря 2007 года). Официальный код — 2472.